# الکسیوکا (شهرستان میاکینسکی، باشقیرستان)
الکسیوکا (انگلیسی: Alexeyevka, Miyakinsky District, Republic of Bashkortostan) یک شهرک در شهرستان میاکینسکی استان باشقیرستان کشور روسیه است.